# Emmanuel Barbotin
Pour les articles homonymes, voir Barbotin (homonymie).
Emmanuel Barbotin, né le 25 mars 1741 à Wavrechain-sous-Faulx et mort le 22 février 1816 à Prouvy , est un homme d'Église et homme politique, député aux États généraux de 1789.

## Indications biographiques
Curé de Prouvy, il fut élu comme député du clergé aux États-Généraux, le 18 avril 1789, par le bailliage du Quesnoy. Selon Robert et Cougny, il n'a laissé aucune trace de son action parlementaire.

## Sources
- « Emmanuel Barbotin », dans Adolphe Robert et Gaston Cougny, Dictionnaire des parlementaires français, Edgar Bourloton, 1889-1891 [détail de l’édition] [texte sur Sycomore].